# Automeris ater
Automeris ater é uma espécie de mariposa do gênero Automeris, da família Saturniidae.
Sobre sua identificação e sinonímia, veja Automeris aurantiaca.